# I en värld där sorger, möda, smärta bor
I en värld där sorger, möda, smärta bor är en sång från 1892 med text av Lanta W Smith och musik av Edwin O Excell.

## Publicerad i
- Frälsningsarméns sångbok 1929 som nr 385 under rubriken "Strid och verksamhet - Maning till kamp".
- Musik till Frälsningsarméns sångbok 1930 som nr 385.
- Frälsningsarméns sångbok 1968 som nr 455 under rubriken "Kamp och seger".
- Frälsningsarméns sångbok 1990 som nr 668 under rubriken "Tillsammans i världen".